# Fluganzug

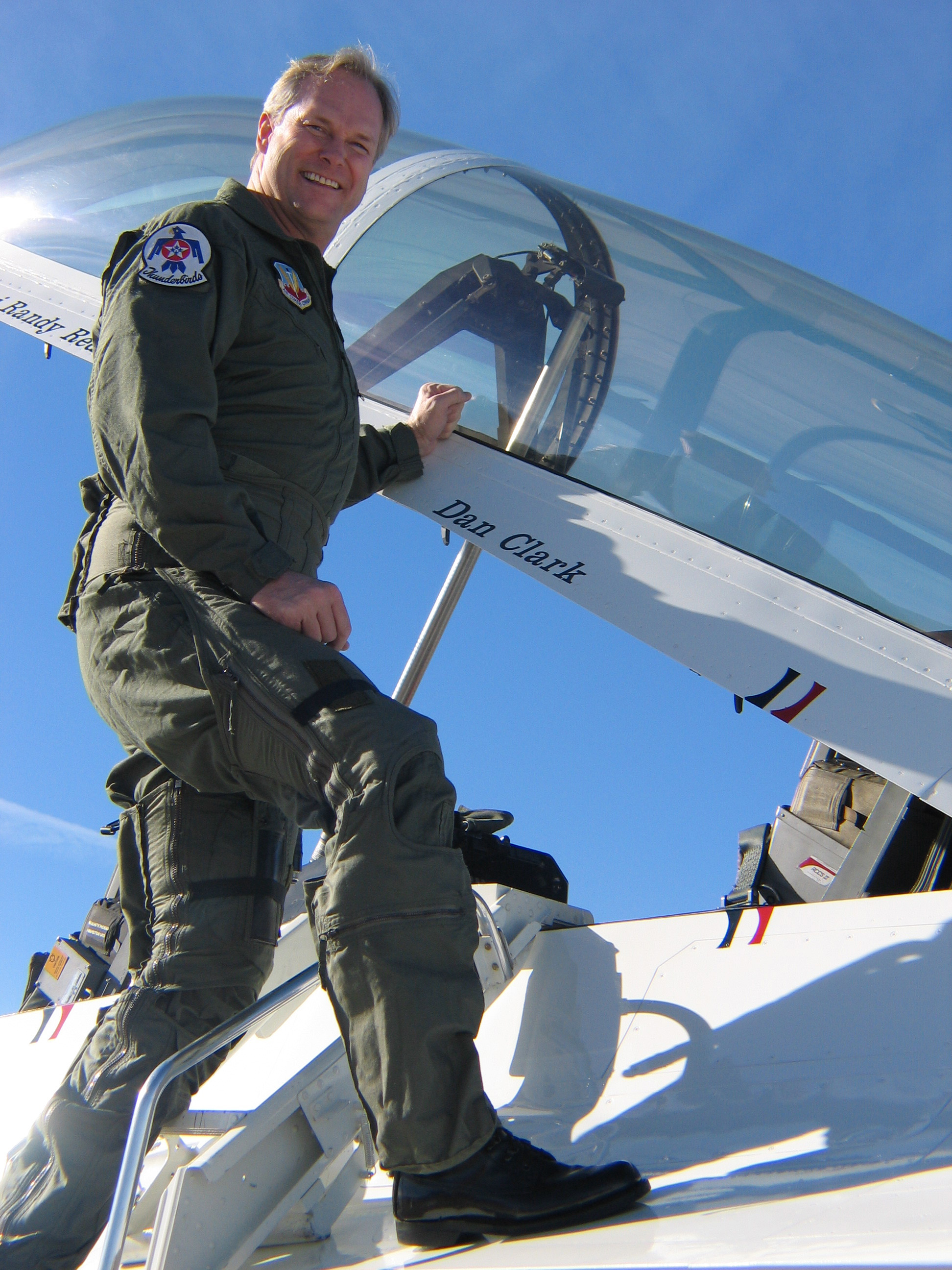
Pilot der USAF-Thunderbird im Fluganzug

Als Fluganzug, auch Fliegeranzug oder Fliegerkombi genannt, wird der Overall oder die aus einem Uniformstück bestehende Ganzkörperbekleidung bezeichnet, die Piloten und Besatzungen von (meist militärischen) Luftfahrzeugen tragen. In den NATO-Luftstreitkräften und anderen Streitkräften ist sie Teil der Spezialbekleidung fliegender Besatzungen, beispielsweise von Kampfflugzeugen, Gleitern und Hubschraubern. In der Luftwaffe der Bundeswehr wird er offiziell als Flugdienstanzug bezeichnet.

## Anwendung
Der Fluganzug soll den Träger in erster Linie vor Unterkühlung schützen, zugleich aber auch praktisch (mittels zahlreicher Taschen), zweckdienlich (schwer entflammbar), strapazierfähig, atmungsaktiv und bequem (nicht einschränkend) sein. An militärischen Fliegeranzügen sind zudem in aller Regel Rangabzeichen, Hoheitsabzeichen und Insignien (Patches) des betreffenden Kampfverbandes angebracht.
Beispiele von Anwendungen des Fliegeranzugs außerhalb fliegender Kampfverbände sind Close Quarters Battle und Visit, Board, Search, and Seizure. Ein verwandtes Kleidungsstück ist der von Fallschirmverbänden verwendete Jumpsuit (Springerkombi).

## Geschichte

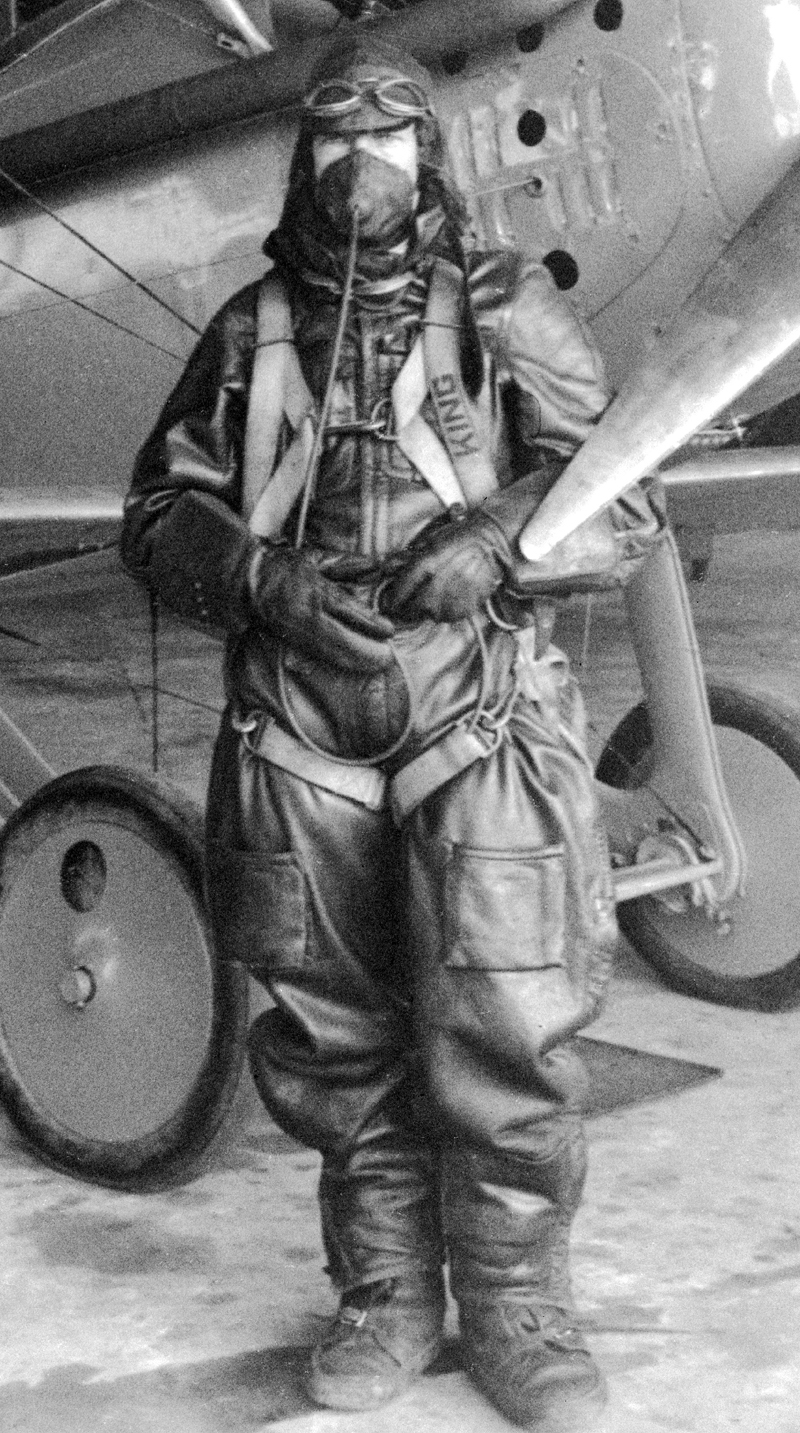
Fluganzug, 1925

Die ersten Flugzeuge aus der frühen Luftfahrt hatten offene Cockpits, so dass es zwingend warmer Bekleidung und festen Schuhwerks bedurfte. Gegenstände und Unterlagen sollten aber auch bequem und sicher untergebracht werden und griffbereit am Körper bzw. in und an der Kleidung in Taschen sein. Mit zunehmender Mobilität und Fluggeschwindigkeit bis hin zur Kunstflug-Manöverfähigkeit von Luftfahrzeugen musste der ungewollte Verlust von Gegenständen verhindert werden, die sich in den Uniformtaschen befanden.

### Erster Weltkrieg
Zunächst standen Erfindung, Erprobung und Verbesserung sogenannter Fliegerjacken und Beinbekleidungen im Vordergrund, die im Ersten Weltkrieg für Piloten Standard wurden. Als bevorzugtes Material, auch für Fluganzüge, setzte sich schnell Leder durch, da es strapazierfähig war und zudem Schutz vor Fremdkörpereinschlägen bot, wie beispielsweise Insekten und Ölpartikeln.
1917 entwickelte der australische Flugpionier Sidney Cotton den Sidcot suit aus Baumwolle, ein Anzug, der Piloten im offenen Cockpit auch bei niedrigen Temperaturen ausreichend Wärmeschutz bot. Diese verbesserte Variante des Fluganzugs verwendete die Royal Air Force noch bis in die 1950er Jahre.

### Zweiter Weltkrieg

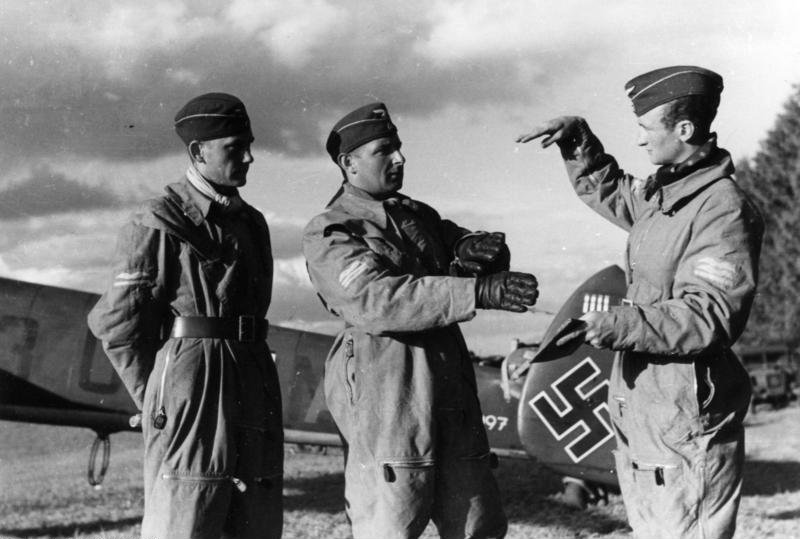
Luftwaffenoffiziere des Zerstörergeschwaders 26 in Fluganzügen des Typs K So/34, Westfrankreich 1940

Während der Zeit des Zweiten Weltkriegs wurde Ganzkörperbekleidung intensiv weiterentwickelt. Das Unternehmen Lion-Vallen Industries brachte in Zusammenarbeit mit General Electric Bekleidung für die Besatzung von Bombern und Patrouillenflugzeugen auf den Markt, die schon damals in Höhenbereichen oberhalb der 30.000-Fuß-Grenze operierten. Dort können derart niedrige Lufttemperaturen auftreten, dass jegliche Metallberührungen ungeschützter Körper- oder Hautpartien sofort zu Erfrierungen führen.
Mit Einführung von Druckkabinen ging der Bedarf an schaffellgefütterten Fliegerjacken und -hosen zurück. So trugen Piloten, Flugnavigatoren und Bombardiers von B-17-Bombern, die bis 1944 in Europa eingesetzt wurden, unter der A-2-Fliegerjacke ihre Dienstuniform, da dieser Flugzeugtyp bereits über eine geschlossene und beheizbare Druckkabine verfügte. Die Bordschützen benötigten jedoch nach wie vor warme Fluganzüge, da die Bordwaffen aus offenen Waffenständen gefeuert wurden.
Mit der Boeing B-29 wurde ab 1944 wegen neuartiger unbemannter Waffenstände, die aus dem beheizten Cockpit fernbedient werden konnten, spezielle Wärmeschutzbekleidung auch für Bordschützen überflüssig.
Während die Bomberbesatzung fortan die Luftwaffenuniform als Fliegeranzug tragen konnte, benötigten Jagdflieger eine spezielle Uniform, die im schmalen und engen Cockpit eines Jagdflugzeugs brauchbar war. Als Folge wurde die AN-S-31 Flying suit für das US Army Air Corps entwickelt. Diese verfügte über zwei tiefe Brusttaschen und zwei tiefe Beintaschen, die auch in sitzender Position vom Piloten erreichbar waren. Die US Navy nutzte ein ähnliches Modell, das über schräge Taschen mit Reißverschlüssen verfügte. Als Material wurden Wolle oder dicht gewebte Baumwollstoffe verwendet, die schwer entflammbar und windabweisend waren.
Bereits zu Beginn des Krieges konnte – wenn auch kurzzeitig – Schutz vor Brandverletzungen erreicht werden. Mit fortschreitender technischer Entwicklung entstanden schließlich schwer entflammbare Fluganzüge, vor Feuer schützende Pilotenhelme, Schutzbrillen, Gesichtsmasken, Handschuhe und Schuhwerk. Mit Absicht wurde beispielsweise das Schuhwerk der zivilen Mode angepasst, so dass nach Absturz oder Notlandung die betroffenen Crews weniger auffallen sollten.
Die Einführung von schnellen Düsenkampfflugzeugen führte zur Entwicklung des Anti-g-Anzugs: Mit Kammern im Beinbereich, die bei Bedarf aufgepumpt oder mit Wasser gefüllt werden, stützen sie bei Flugmanövern mit hohen g-Belastungen den Blutkreislauf des Piloten, damit das Blut nicht in die unteren Extremitäten absackt und das Gehirn (mit potenziell tödlichen Folgen) unterversorgt wird.
Flüge in sehr großen Flughöhen (ab ca. 18 000 Metern, wo der Außendruck für den Einsatz von Sauerstoffmasken nicht mehr ausreicht), wie sie in den 1950er Jahren möglich wurden, erforderten die Entwicklung des Druckanzugs. Dieser druckdichte Anzug umschließt den Körper des Piloten komplett und wird aufgepumpt, damit der Träger ausreichend mit Sauerstoff versorgt wird und der Siedepunkt von Körperflüssigkeiten nicht bis auf Körpertemperatur (~37 °C) absinkt. Durch Weiterentwicklung entstand schließlich der Raumanzug für Einsätze im Weltraum.

### Luftstreitkräfte der NVA

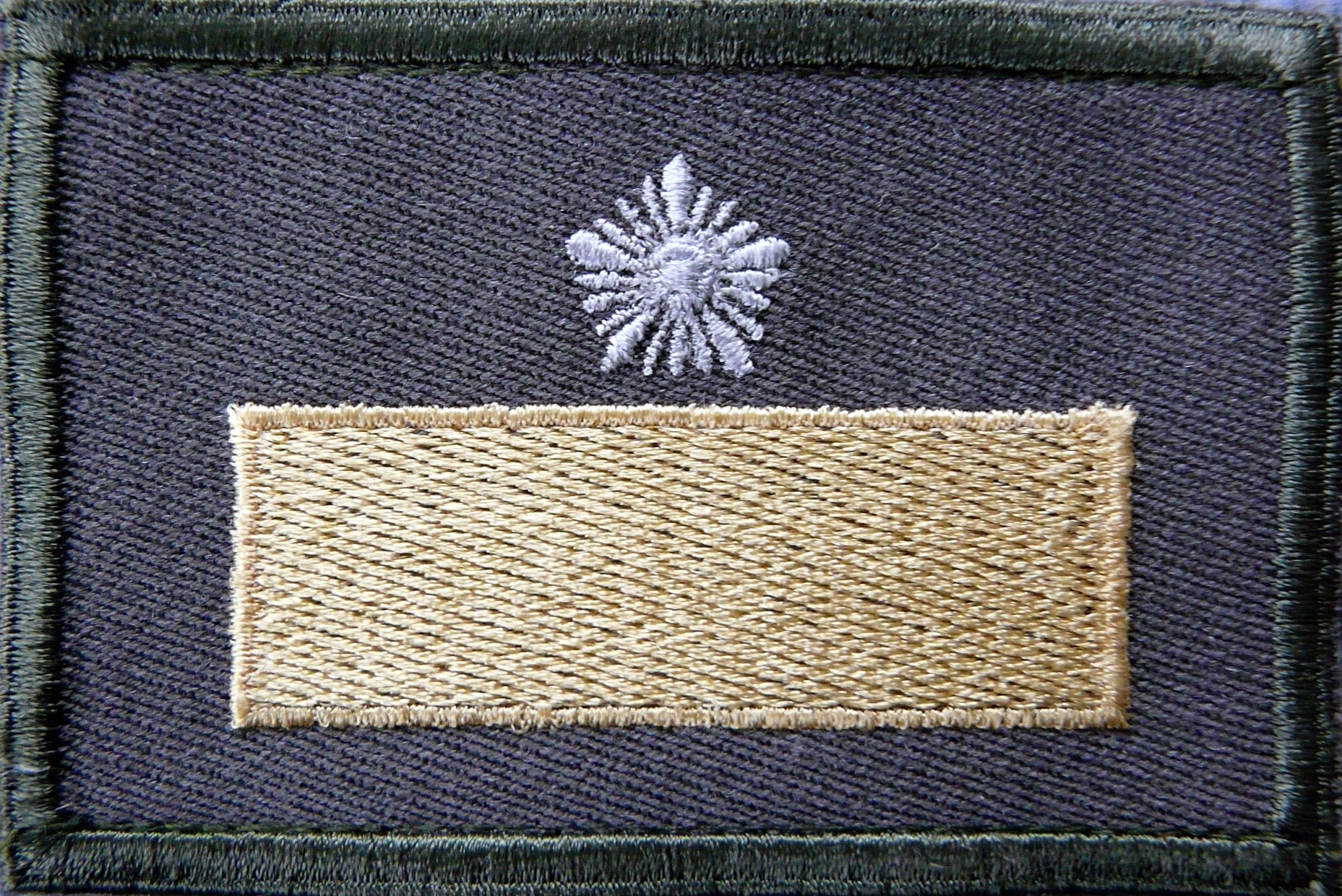
Rangabzeichen Generalmajor der NVA-LSK auf einem Fluganzug

Für Flugzeugführer der Luftstreitkräfte der Nationalen Volksarmee wurde eine „blaue Fliegerkombination“ aus nationaler Produktion eingeführt und bis 1990 als Fluganzug genutzt. Die Fliegerkombination der 1960er Jahre wurde im Fliegerjargon auch als „Knochensack“ bezeichnet. Am linken Oberarm bzw. an der linken Brustseite war das betreffende Rangabzeichen in Form eines Aufnähers angebracht. Flugzeugführer von Überschallkampfflugzeugen trugen bei zu erwartenden großen Beschleunigungen aus Sicherheitsgründen zusätzlich einen Druck- bzw. Anti-g-Anzug.

## Gegenwärtige Standards

Rangabzeichen GenLt auf einem Flugdienstanzug der Bundeswehr

Gegenwärtig sind für Luftwaffe und Marineflieger Flugdienstanzüge in Nutzung, die aus versponnenen Aramidfasern bestehen. Diese Materialien sind leicht und feuerhemmend. Bevorzugte Farben sind olivgrün bis wüstengelbbraun, zudem bergen Flugdienstanzüge zahlreiche Taschen (auch wasserdichte und mit Klarsichtfolie) und Unterbringungsmöglichkeiten von lebenswichtigen Ausrüstungsgegenständen (beispielsweise Notfunkstation, Rettungsweste) bis hin zu Kartenmaterialien und eigenen Aufzeichnungen sowie den Einsatzauftrag oder die Mission betreffende Unterlagen (geplante Flugroute, Einsatzauftrag etc.).
Farbe und Zuschnitt variieren von Land zu Land je nach den einsatzspezifischen Forderungen. Zum Beispiel verwenden die US-Streitkräfte das Modell CWU 27/P, das in salbeigrün und sandfarben verfügbar ist. Auf dem freien Markt sind Fliegerkombinationen für zivile Anwendungen (allerdings aus Baumwoll-Polyester-Mischgewebe) verfügbar, die häufig von Kunstfliegern, Hubschrauberbesatzungen sowie fliegendem SAR-Personal einschließlich Flugingenieuren und medizinischem Personal genutzt werden.
Die Hubschrauberstaffeln der deutschen Landespolizeien tragen Flugdienstanzüge, die denen der Bundeswehr nachempfunden sind.

## Raumfahrt
Die ersten NASA-Astronauten trugen Ganzkörper-Fluganzüge während der Bodenausbildung und zu Northrop-T-38-Trainingsflügen. Gegenwärtig finden praktische und bequeme königsblaue und hellblaue Fluganzüge Verwendung, die aus Nomex-Materialien gefertigt sind. Die orangefarbenen Fluganzüge sollen vor allem die bessere Auffindbarkeit der Astronauten unterstützen.

Weitere Beispiele
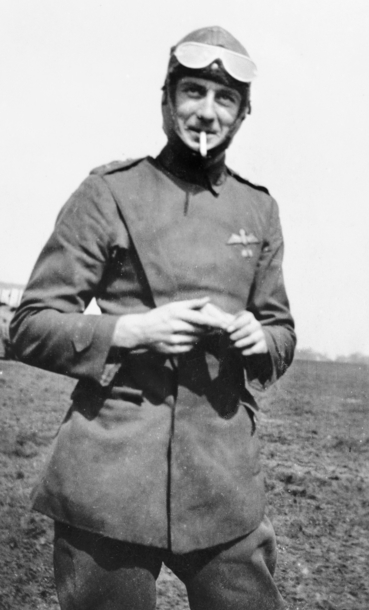
Britischer Fluganzug aus dem Ersten Weltkrieg
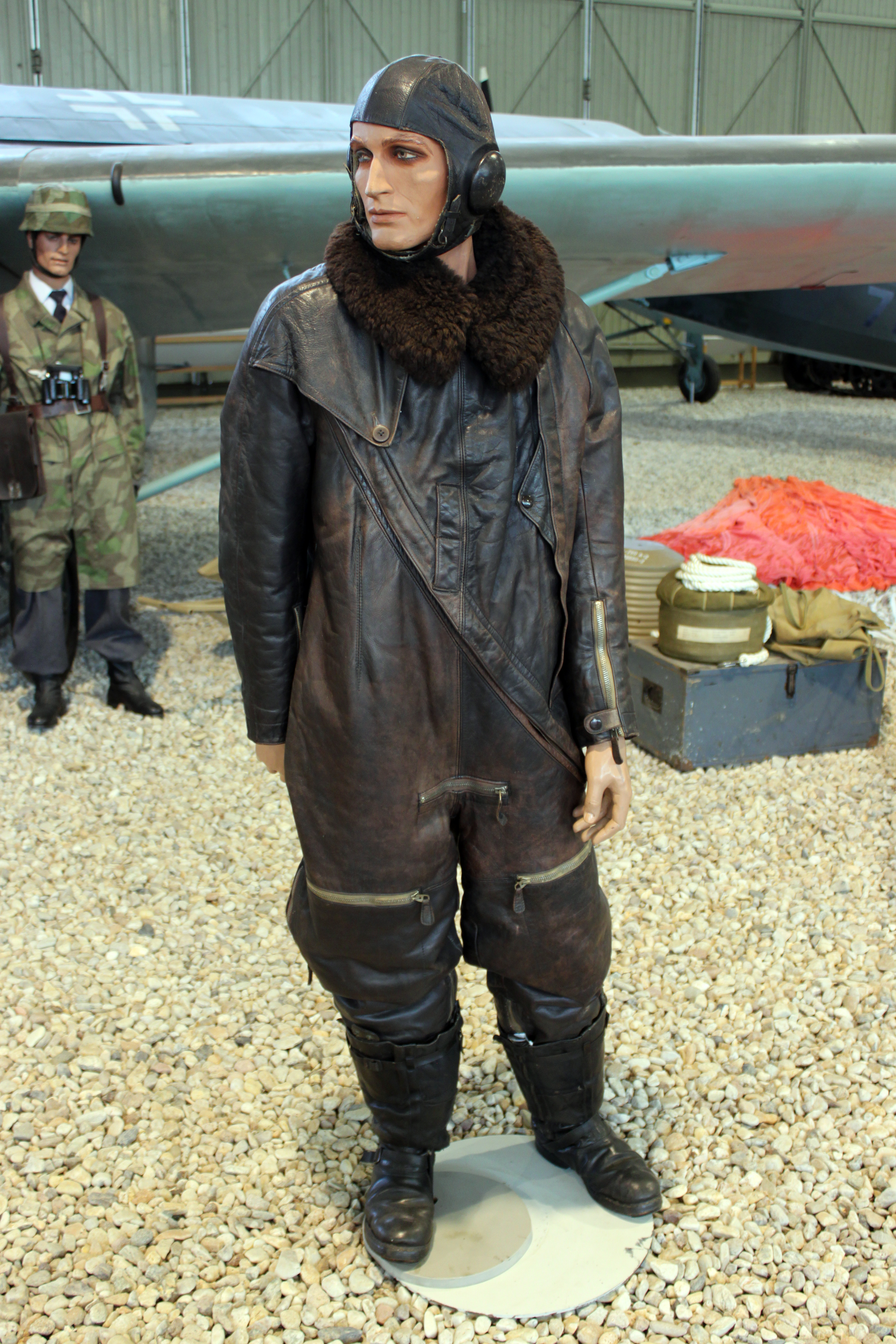
Fliegerkombination der Luftwaffe um 1940
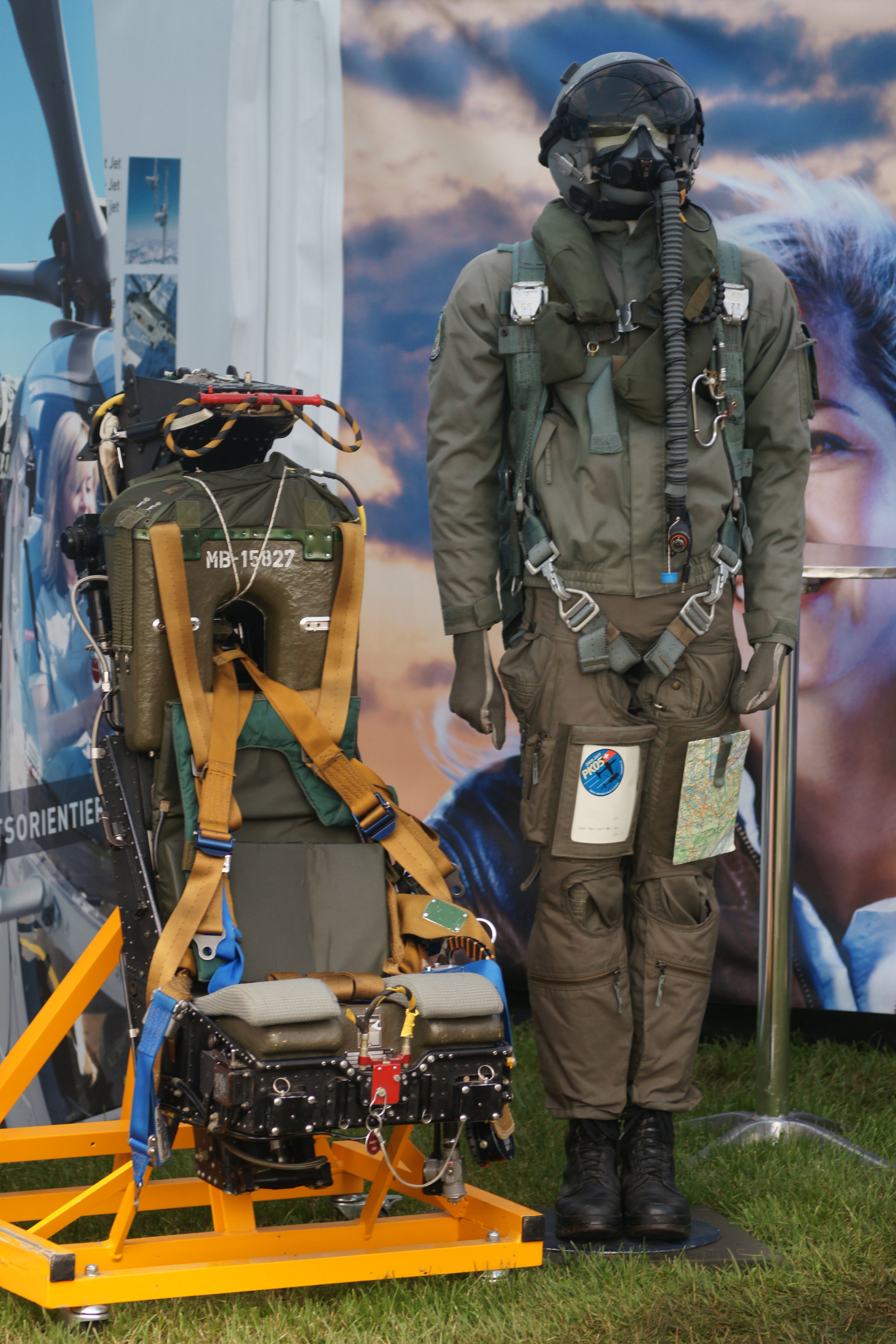
Kampfpiloten-Ausrüstung der Schweizer Luftwaffe mit Fluganzug
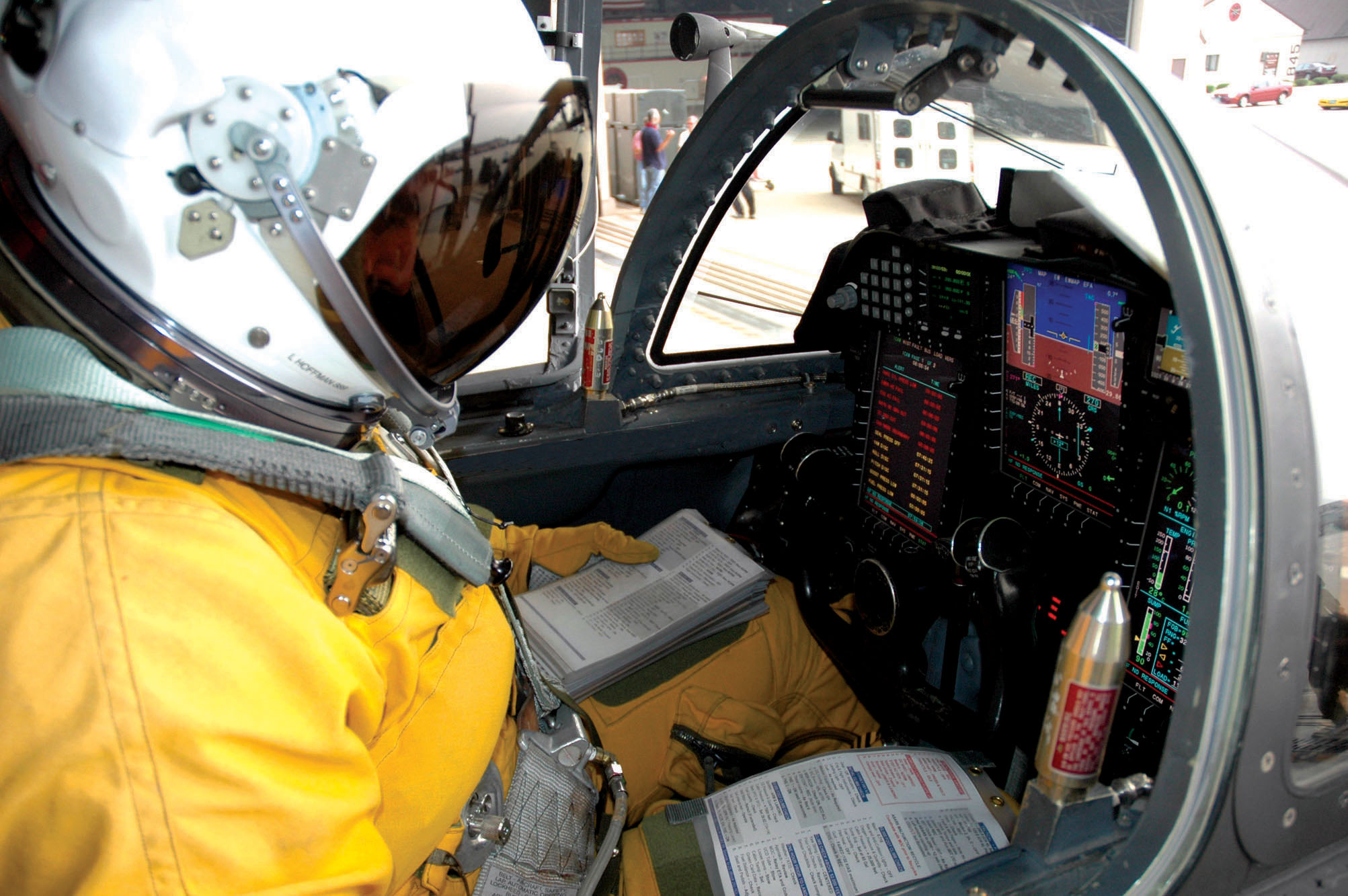
Druckanzug für Piloten der U-2
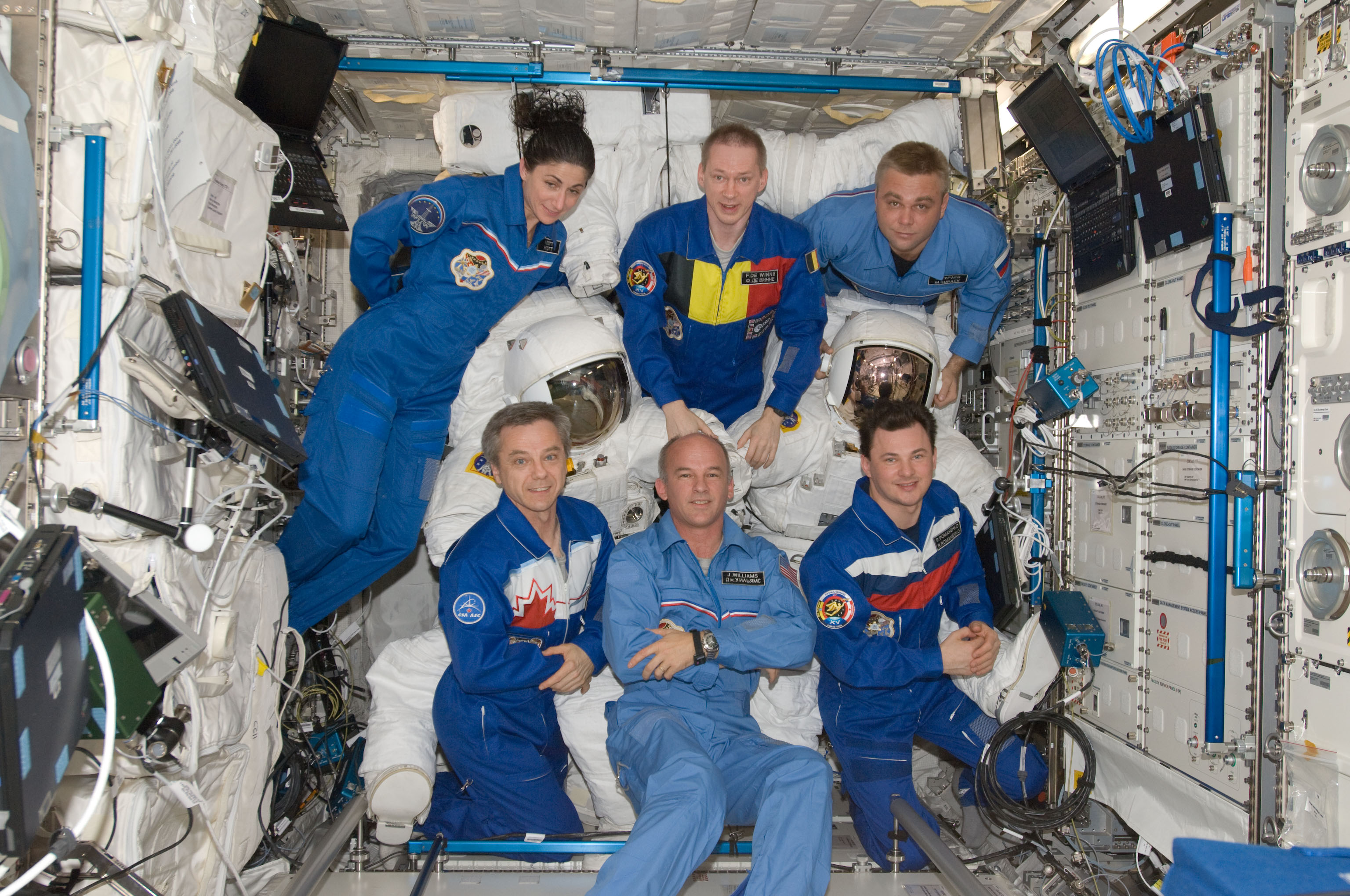
Raumfahrer in blauen Fluganzügen